# Лотса Тугой Кошель
Лотса Тугой Кошель (англ. Lotsa de Casha) — книжка с картинками, написанная певицей Мадонной.
Дата мировой публикации - 7 июня 2005 года, а 16 августа, в день Рождения Мадонны, книга появилась в российских магазинах. Эта книга относится к числу явно вдохновлённых древнееврейскими текстами агады.

## Сюжет
— Плохо мое дело, — начал Лотса, когда опустошил последнюю миску вкуснейших макарон. — Всю жизнь я только и делал, что приумножал своё богатство, и думал, что деньги принесут мне счастье. Теперь у меня денег сколько угодно, а счастья нет как нет.
История рассказывает о самом богатом в мире человеке — Лотсе (англ. Lotsa de Casha, английский вариант имени указывает на его франко-итальянское происхождение). Ему казалось, что все покупается и продается, но ни за какие деньги он не мог купить себе счастья. Он приобретал громадные дворцы, лучших лошадей, роскошные кареты, но по-прежнему оставался несчастливым и угрюмым.

## Иллюстрации
Иллюстрации выполнил португальский художник и Руи Паэс. Главный герой  изображён грейхаундом, несмотря на то, что в тексте притчи не упоминается, что он собака. Изображение со слугой-белкой, несущей зонтик над господином-грейхаундом, является явной отсылкой к известнейшей картине Антониса Ван Дейка «Портрет маркизы Елены Гримальди». Руи Паэс также изобразил героя несущим ещё одну картину Ван Дейка — «The Golden Lady».

## Перевод
Перевод книги выполнен Леонидом Яхниным.

## Аудиокнига
13 октября 2005 году первые 5 книг серии на английском языке стали доступными в виде аудиокниги на CD под названием Madonna 5 Book: Madonna 5 Audio Books for Children (лейбл Callaway Audio). Читает автор.